# Розенкранц, Нильс
Нильс Розенакранц (9 сентября 1757, Норвегия — 6 января 1824, Копенгаген) — премьер-министр Дании (1818—1824). 

## Биография
Нильс Розенкранц  был сыном Отто Кристиана Розенкранца и его жены, Карен Йоханне Реннинг. Его старший брат, Маркус Гьюе Розенкранц, был в 1814-1815 годах премьер-министром Норвегии.
После непродолжительной службы в армии, Нильс Розенкранц перешёл на дипломатическую службу. После работы в качестве секретаря посольств в Гааге (1783), Санкт-Петербурге (1784) и Стокгольме он был назначен в 1787 году послом Дании в Варшаве.
В 1789 году получил чин камергера и назначен временным поверенным в делах при русском дворе. В 1790-1795 годах был датским послом в Санкт-Петербурге, в 1795 году назначен послом в Берлине.
В 1800 году Нильс Розенкранц был назначен датским послом в Россию во второй раз. В том же году он стал рыцарем ордена Даннеброг. В 1801 году, после битвы при Копенгагене, император Павел I приказал ему немедленно покинуть Россию. После убийства Павла I, Нильс Розенкранц вновь занял должность датского посла при русском дворе (1802—1804).
В 1808 году он служил послом Дании в Париже в эпоху Наполеона. В 1809 году Розенкранц был послан в Швецию, а в 1810 — снова во Францию. В том же году он был назначен министром иностранных дел.
В 1811 году он был награждён орденом Слона, а в 1818 году - назначен премьер-министром королевства Дания. 
Нильс Розенкранц родился в небогатой дворянской семье. Однако он стал довольно зажиточным землевладельцем, когда его дальний родственник премьер-министр Фредерик Кристиан Розенкранц (1724—1802) назначил его своим единственным наследником. 
Нильс Розенкранц скончался, находясь в должности премьер-министра Дании, и был похоронен на сельском кладбище близ своего поместья Ригард к западу от Роскилле.

## Награды
Российской империи:
- Орден Святой Анны 1-й степени (9 ноября 1819)
- Орден Святого Александра Невского (9 ноября 1819)
- Орден Святого Андрея Первозванного (9 ноября 1819)

Других государств:
- Орден Даннеброг (1800, Hvid ridder, королевство Дания)
- Орден Данеброг почётный крест (1811, королевство Дания)
- Орден Слона (1811, королевство Дания)
- Орден Чёрного орла (1814, королевство Пруссия)

## Семья
В 1791 году, находясь в России, он женился на княгине Варваре Александровне Вяземской (1774—1849), младшей дочери князя Александра Вяземского, генерал-прокурора Сената при императрице Екатерине II.
- Портрет Варвары Розенкранц, урождённой княжны Вяземской (1774—1849).